# MELO Group
Die MELO Group GmbH & Co. KG ist eine international tätige Unternehmensgruppe mit Sitz in München. Der Name setzt sich zusammen aus den Geschäftsfeldern Medien und Logistik. Zur Unternehmensgruppe gehören 21 Unternehmen an 20 Standorten in fünf Ländern.

## Geschichte
Die Unternehmensgruppe ist im August 2015 aus dem 1945 in München gegründeten Presse-Vertrieb Hermann Trunk hervorgegangen. Das Grosso-Geschäft ist immer noch ein zentraler Baustein des Familienunternehmens. Für die gesamte Gruppe arbeiten rund 2.000 Mitarbeiter in Deutschland, Österreich, der Schweiz, Großbritannien und den USA. 

## Organisationsstruktur

### Geschäftsbereiche

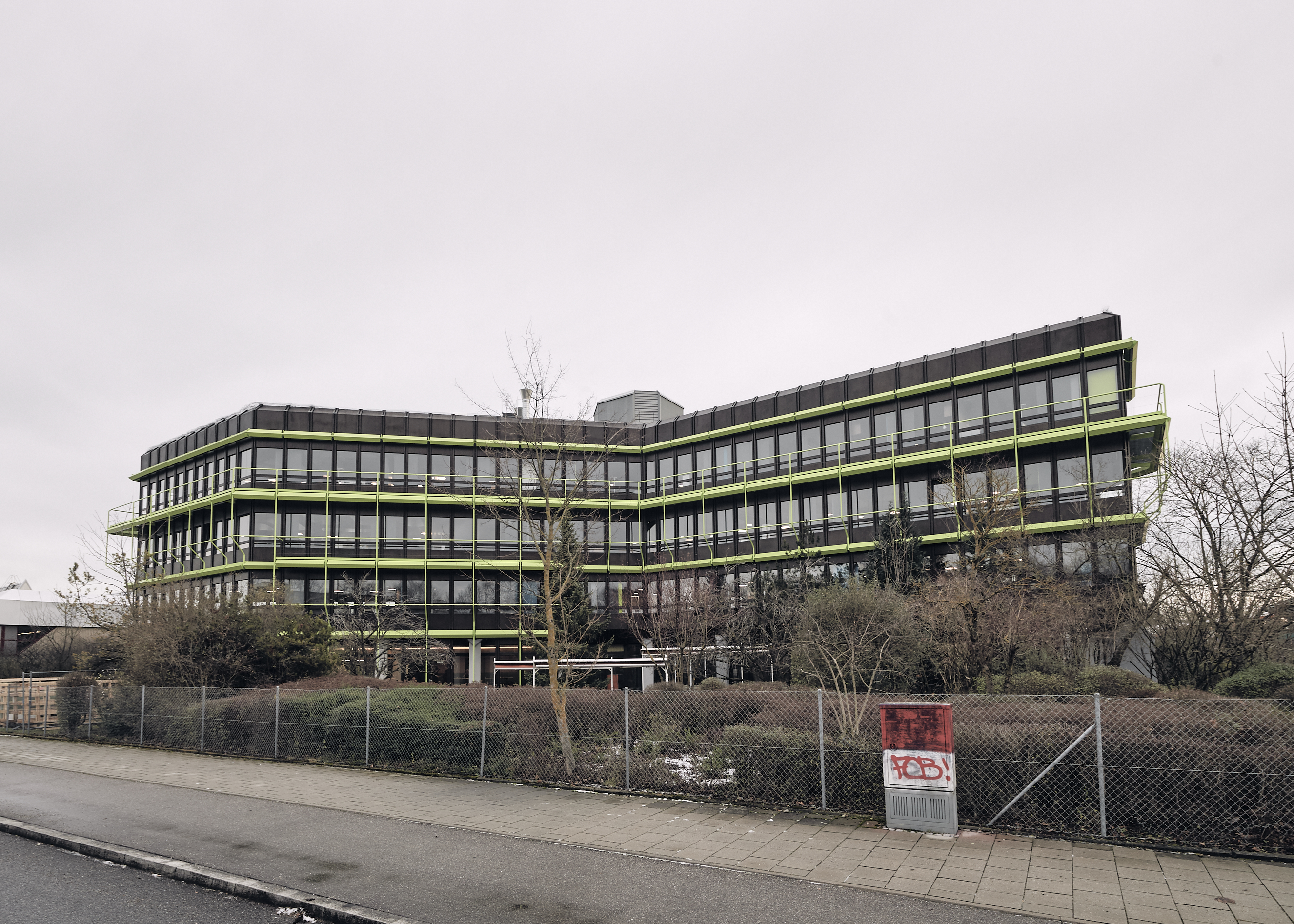
Zentrale in München

Die Geschäftsbereiche gliedern sich in zwei Divisionen: Logistic Services und Media Distribution. Hinzu kommt die MELO Service als zentrale Dienstleistungseinheit für angeschlossene Unternehmen und die MELO Group. 
Logistic Services ist in Deutschland, und Österreich tätig. Zum Kerngeschäft gehören die Paket- und Expresslogistik, temperaturgeführte Transporte (u. a. von Arzneimitteln), Speziallogistik und Pressevertriebs- sowie Medienlogistik.
Die Divisionen Media Distribution und Content Creation widmen sich den Medien-Aktivitäten der Gruppe. Die Distributionseinheit für den Verkauf und die Verbreitung besteht aus dem klassischen Presse-Grosso in Deutschland und Österreich (PGV Austria Trunk) sowie nationalen und internationalen Digital- und Spezialvertriebsunternehmen. Mit dem digitalen Kiosk „Media Box“ werden Fluglinien und Hotels mit Zeitschriften und Zeitungen beliefert.

### Leitung
Geschäftsführer ist Frank Haiges. Holger Bingmann, der im Juni 2017 zum Präsidenten des Bundesverbandes Großhandel, Außenhandel, Dienstleistungen gewählt wurde, war bis Januar 2020 Chairman der MELO Group. 